# Carex longii
Carex longii là một loài thực vật có hoa trong họ Cói. Loài này được Mack. mô tả khoa học đầu tiên năm 1922.

## Hình ảnh

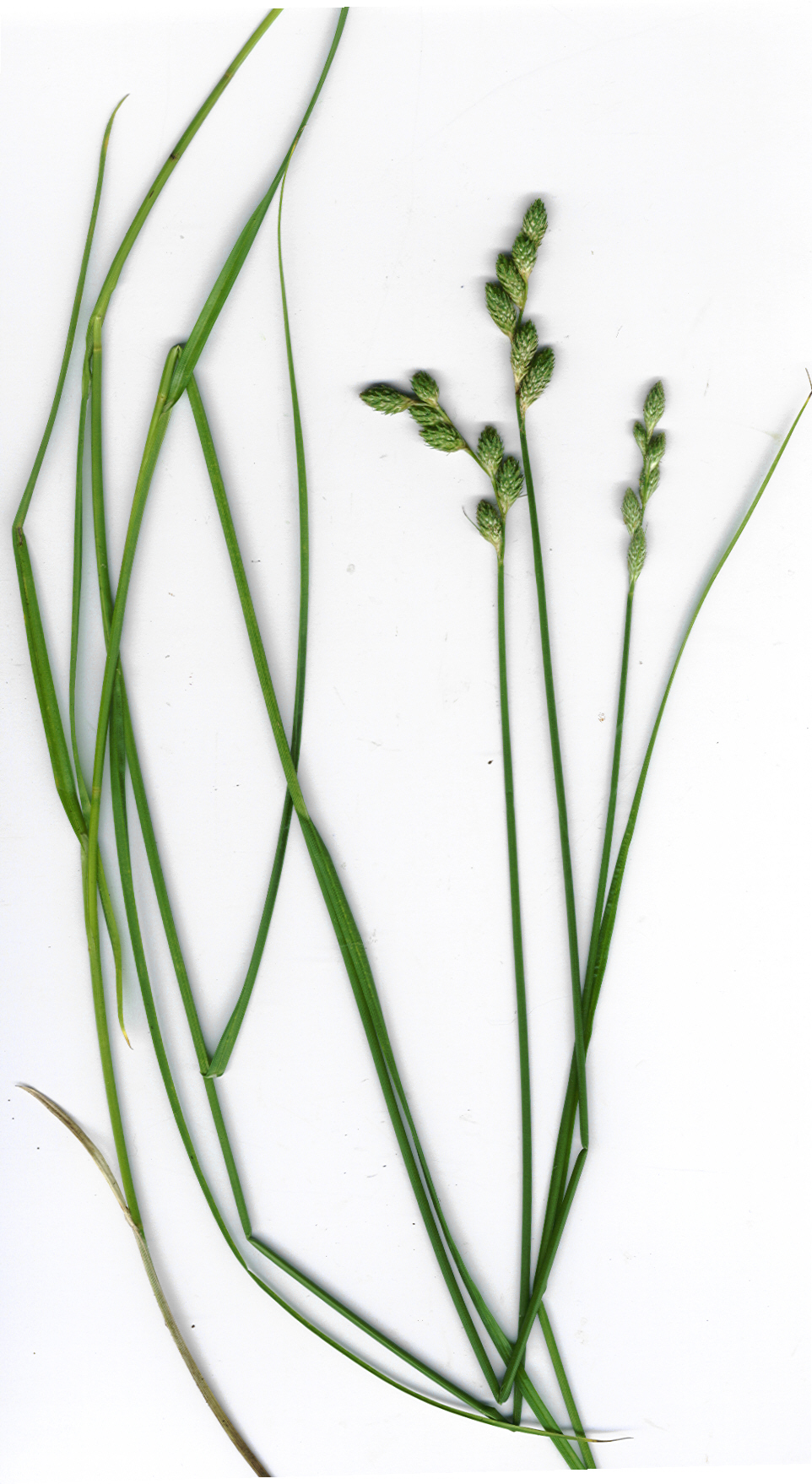